# Juegos del destino
Juegos del destino es una telenovela mexicana, dirigida por Jorge Ortiz de Pinedo, producida por Patricia Lozano para la cadena Televisa, emitida por El Canal de las Estrellas entre 1980 y 1981. En su primera etapa fue protagonizada por Mónica Sánchez Navarro y Otto Sirgo con la participación antagónica de Lucy Gallardo; y en la segunda etapa fue protagonizada por Rocío Banquells y Enrique Novi con la participación antagónica de Macaria.

## Argumento
La telenovela presenta como novedad contar la historia de dos generaciones distintas, entrelazadas por una niña huérfana, quien ha quedado sola después de la muerte de su madre al darla a luz. Pero es una joven enfermera, Vanessa, la que se hace cargo de la niña, a petición de la madre, y antes de morir le dice que el padre de la niña es un hombre muy rico, llamado José Luis Morantes.
Vanessa vive con su padre Don Guille, un viudo muy cariñoso que junto a su hija cuida a la niña como si fuera suya, a la que nombran Sofía. Vanessa decide averiguar el paradero del padre de Sofía, a quien considera un canalla. Casualmente cuando lo encuentra se entera de que en su casa están buscando una enfermera para que cuide a la señora de la casa, doña Rosario. La joven logra obtener el empleo, pero cuando llega a la casa se encuentra con que hay dos José Luis: padre e hijo. A pesar de este inconveniente, ella se empeña en descubrir quién es el verdadero padre de Sofía. Doña Rosario, la mujer enferma, es la esposa de José Luis padre y madre de José Luis hijo, es una mujer manipuladora y egoísta que en realidad sólo finge estar enferma para retener a su marido.
Vanessa sin quererlo se enamora de José Luis hijo, pero sigue dudando ya que él podría ser el padre de Sofía. Mientras tanto, ella descubre que Doña Rosario en realidad no está inválida y decide tenderle una trampa diciéndole que su hijo murió, en eso Rosario se levanta en frente de todos y empieza a llorar, se descubre su engaño y debido al desprecio que se gana, decide cambiar su actitud.
Finalmente Vanessa descubre que el verdadero padre de Sofía es Don José Luis, pero poco después muere. Vanessa finalmente concreta su amor por José Luis hijo casándose con él. Ella decide traer a la niña a vivir a la casa de los Morantes, sin embargo cuando Vanessa y José Luis van de luna de miel el avión en el que viajaban se estrella en las montañas y no se encuentran sobrevivientes.
Doña Rosario cambia completamente su actitud y decide hacerse cargo de su hijastra, sin embargo su sueño se trunca cuando muere atropellada al salvar a Sofía mientras esta cruzaba la calle. Ahora es Don Guille quien se hace cargo definitivamente de la niña, la cría y la cuida con cariño.
Pasan los años, y Sofía ahora es una hermosa joven que vive con Don Guille a quien cree su abuelo. Ella conoce y se enamora de un joven, José Antonio, sin embargo su amiga Hilda también se enamora de él y buscando quedarse con él empieza a intrigar para separarlo de su amiga. Sofía se casa con José Antonio, pero aparece Hilda diciendo que está embarazada de José Antonio. Para complicar el panorama Sofía también ha quedado embarazada, sin embargo su embarazo es de alto riesgo por lo que se ve obligada a abortar al bebé. Don Guille muere y la joven desconsolada decide divorciarse de José Antonio, aunque se siguen amando, y cada uno sigue caminos separados, aunque después se da el escenario para su reconciliación, debido a una inundación que azota al pueblo.
Pero los juegos del destino vuelven a actuar, trayendo sorpresivamente a José Luis hijo, quien en realidad no murió en el accidente, aunque perdió la memoria y desde entonces recorre como vagabundo las montañas, hasta que llega al pueblo y se hace amigo de su hermanastra, sin saber ninguno de los dos su parentesco.

## Elenco
- Lucy Gallardo - Doña Rosario de Morantes
- Guillermo Murray - Don José Luis Morantes
- Mónica Sánchez Navarro - Vanessa
- Otto Sirgo - José Luis Morantes hijo
- Rocío Banquells - Sofía
- Enrique Novi - José Antonio
- Macaria - Hilda
- Guillermo Zarur - Don Guille
- Pedro Damián - Javier
- Rosángela Balbó - Leticia
- Lupita Pallas - Josefina
- Martha Ofelia Galindo - Carmen
- Rosa María Moreno - Cristina
- Alejandra Peniche - Laura
- Alejandro Camacho - Álvaro
- Yolanda Vidal - María
- Lucía Guilmáin - Gabriela
- Carlos Petrel - Dr. Quiroz
- Ana Patricia Rojo - Vanessa (niña)
- Mario Sauret - Fidencio
- Pamela Méndez - Antonieta
- Edgardo Gazcón - José Antonio (niño)
- Karla Petrel - Sofía (niña)
- Raúl Meraz - Bernardo
- Maricarmen Martínez - Catalina
- Raquel Pankowsky - Teresa
- Héctor Kiev - Marcos
- José Alberto Rodríguez - Rodrigo
- César Arias - Benito
- Enrique Beraza - Armando